# Comilla (stad)
Comilla is een stad in het oosten van Bangladesh vlak bij de grens met India. De stad is de hoofdstad van het district Commilla. De stad telt 346 238 inwoners, en is daarmee op Chittagong na de grootste stad in oostelijk Bangladesh.